# Saint-Sylvestre (Haute-Savoie)
Saint-Sylvestre település Franciaországban, Haute-Savoie megyében. Lakosainak száma 598 fő (2022. január 1.). Saint-Sylvestre Alby-sur-Chéran, Boussy, Chapeiry, Marcellaz-Albanais és Marigny-Saint-Marcel községekkel határos.

## Népesség
A település népessége az elmúlt években az alábbi módon változott:
| Lakosok száma | 597  | 597  | 618  | 607  | 606  | 605  | 603  | 600  | 598  |
|               | 2013 | 2015 | 2016 | 2017 | 2018 | 2019 | 2020 | 2021 | 2022 |